# Elecciones primarias en Argentina

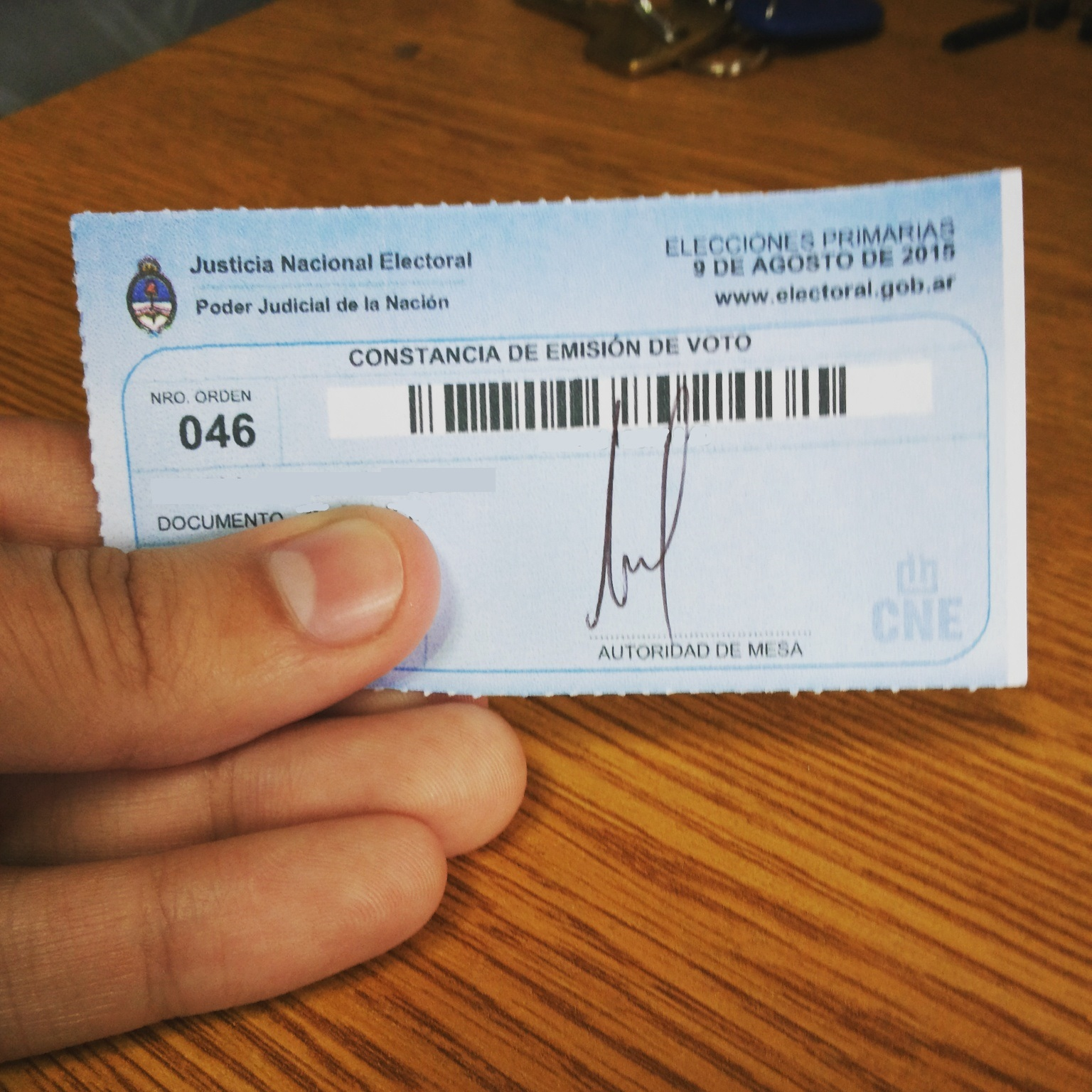
Constancia de voto de las elecciones primarias de 2015.

Las elecciones primarias argentinas, también llamadas PASO (Primarias, Abiertas, Simultáneas y Obligatorias) fueron creadas en el 2009, tras la aprobación de la Ley N.º 26.571. En ellas se definen básicamente dos cuestiones: qué partidos están habilitados a presentarse a las elecciones nacionales, que según la ley son aquellos que obtengan al menos el 3 % de los votos válidamente emitidos en el distrito de que se trate para la respectiva categoría. También quedará definida la lista que representará a cada partido político, de ahí lo de interna abierta.
El 6 de febrero de 2025, la Cámara de Diputados dio media sanción al proyecto presentado por el gobierno de Javier Milei que busca suspender las elecciones PASO en las elecciones legislativas de 2025. La suspensión se hizo efectiva cuando el 20 de febrero de 2025 se aprobó en la Cámara de Senadores.

## Siglas
Las elecciones primarias son:
- Primarias: porque, en lugar de definirse cargos, primero se determinan las candidaturas oficiales.
- Abiertas: porque todos los ciudadanos participan en la selección de candidatos, estén o no afiliados en algún partido político.
- Simultáneas: todos los precandidatos por las distintas posiciones dirimen su postulación para la elección general en simultáneo la misma fecha y en el mismo acto eleccionario.
- Obligatorias: para todos los ciudadanos que tengan entre 18 a 70 años a la fecha de la elección nacional y para todos los partidos y alianzas que pretendan competir en las elecciones nacionales aún para aquellos que presentan una única lista de precandidatos. Adicionalmente, el voto en las primarias es voluntario para los mayores de 70 años y para los jóvenes desde los 16 a los 18 años.

## Ley 26.571
La Ley N.º 26.571, conocida como «Ley de democratización de la representación política, la transparencia y la equidad electoral» fue sancionada el 2 de diciembre de 2009.
Esta ley modificó los requerimientos de los partidos políticos para poder presentarse en las elecciones nacionales e implementó el sistema de primarias abiertas, simultáneas y obligatorias.
La reforma política dejó fuera de competencia a 149 partidos, por no mantener un número de afiliados que al menos suponga el 4 por 1.000 del total de los inscriptos en el registro de electores del distrito correspondiente. Entre los partidos que han perdido su personalidad jurídica se encuentran el Demócrata Cristiano (que perdió en 12 provincias), el Humanista (en 10 provincias), el Obrero y el Comunista (ambos en 9 provincias).
Esta Ley modificó, entre otras, la Ley Orgánica de los Partidos Políticos, 23.298, y la Ley 26.215, de Financiamiento de los Partidos Políticos. Además, se modificó la cantidad mínima de afiliados que debe tener un partido político para no perder la personería jurídica, y así, tener la posibilidad de presentarse a elecciones.
Las fechas establecidas en la ley fueron modificadas posteriormente por decreto, lo que tuvo como consecuencia que se aplicase al calendario electoral de 2011, mientras que en el texto original entraba en vigencia el 31 de diciembre de 2011.

## Mecanismo de las elecciones
Tanto la primaria como la general son obligatorias para todos los ciudadanos naturales o naturalizados en la República Argentina, estén o no afiliados a algún partido político.
En las elecciones primarias cada agrupación política presenta sus candidatos, pudiendo tener una o más líneas internas. La ciudadanía elegirá entre los candidatos de orden nacional (presidente, senadores y diputados) de las agrupaciones del partido que desee. Los partidos políticos presentan a todos sus precandidatos a todos sus cargos a elegir y los ciudadanos (afiliados o simpatizantes de dichos partidos) votan a sus precandidatos preferidos para competir por dicho cargo. Así, un partido o coalición presenta (por ejemplo) seis precandidatos para presidente de la Nación Argentina y sale electo un candidato para competir en las elecciones generales.
Para poder participar en las elecciones generales, cada agrupación debe obtener en las elecciones primarias al menos el 1,5 % de los votos válidos totales por categoría.
Este mecanismo es solo para autoridades nacionales, y cada provincia y/o municipio puede desdoblar sus elecciones (fijarlas en fechas diferentes).
Otras características novedosas con la implementación de las PASO son: la existencia de padrones mixtos y Autoridades de Mesa Voluntarias.
En la Provincia de Salta, para la celebración de las PASO, entre otras elecciones, se utiliza el Sistema de Boleta Única Electrónica. Este sistema fue implementado en 2015 en la Ciudad de Buenos Aires.